# Habsburgse Nederlanden
De Habsburgse Nederlanden of Belgica in het Latijn was een benaming voor de Lage Landen gedurende de tijd dat ze geregeerd werden door vorsten uit het huis Habsburg. Deze periode begon in 1482 en eindigde voor de Noordelijke Nederlanden in 1581 en voor de Zuidelijke in 1797.
Het begrip Habsburgse Nederlanden is in twee betekenissen gebruikt. Eerst verwees het naar een periode dat alle Nederlanden een Habsburgse landsheer hadden. Later, toen alleen nog de Zuidelijke Nederlanden onder het huis Habsburg vielen, werd het een synoniem voor 'Zuidelijke Nederlanden'.
Sinds het aantreden van koning Filips II van Spanje in 1555 spreekt men ook wel van de Spaanse Nederlanden. Even, tot 1581, gold dat ook voor alle Zeventien Provinciën, maar in dat jaar scheidden zich hiervan de noordelijke provinciën af. Na een gedeeltelijke Spaanse herovering werd de Republiek der Zeven Verenigde Nederlanden bij de Vrede van Münster van 1648 ook internationaal als onafhankelijk erkend. Spaanse Nederlanden werd dus ook een synoniem voor de Zuidelijke of Habsburgse Nederlanden, geregeerd door de Spaanse tak van het huis Habsburg. In 1713 vervielen zij aan de Oostenrijkse tak van het huis Habsburg en werden tot 1795 vaak Oostenrijkse Nederlanden (Latijn: Belgium Austriacum) geheten, soms ook wel keizerlijke Nederlanden omdat de Habsburgse landsheer dan meestal ook keizer van het Heilige Roomse Rijk was, waartoe deze landen sowieso nog behoorden. In 1797 werden zij door de Frankrijk ingelijfd, wat later ook gevolgd door de Noordelijke Nederlanden. 

## Ontstaan (1482-1515)
In de 15e eeuw bestond het rijk van de Bourgondische hertogen uit twee delen: enerzijds het hertogdom Bourgondië, samen met het vrijgraafschap Bourgondië, en anderzijds de Bourgondische Nederlanden, die werden aangeduid als de landen van herwaarts over, de landen hier, in tegenstelling tot de stamlanden, de landen ginds.
Het hertogdom Bourgondië ging na de dood van Karel de Stoute in 1477 naar koning Lodewijk XI van Frankrijk, waardoor in het huidige Frankrijk alleen nog het graafschap, de Franche Comté, resteerde en het zwaartepunt naar de Nederlanden verschoof.
De Bourgondische Nederlanden kwamen na de dood van de laatste hertogin van Bourgondië, Maria van Bourgondië, in 1482 aan haar zoon Filips de Schone uit het huis Habsburg. Vanwege diens minderjarigheid werden zijn taken tot 1494 echter waargenomen door zijn vader, aartshertog Maximiliaan I van Oostenrijk, de latere keizer, die als regent optrad.
Filips de Schone was, in tegenstelling tot zijn vader, enkel landsheer van de Nederlanden, en kon al zijn tijd en aandacht aan dit grondgebied besteden. Hij probeerde de Nederlanden buiten de grote oorlogen van die tijd (tussen de Habsburgers en Frankrijk en Engeland) te houden. Ook gaf Filips de Schone meer macht aan de gewesten, zonder daarmee concessies te doen aan de centrale macht.
Toen Filips de Schone in 1506 plots overleed was zijn zoon Karel nog te jong om te regeren. Keizer Maximiliaan werd opnieuw regent van de Nederlanden, maar liet het bestuur over aan zijn dochter Margaretha van Oostenrijk. Zij had de neiging de adel, die onder Filips de Schone veel in te brengen had, te passeren bij het nemen van belangrijke besluiten. Hierdoor was zij niet erg populair.
In 1515 werd Karel (die later keizer Karel V zou gaan heten), de zoon van Filips de Schone, op de leeftijd van 15 jaar oud genoeg verklaard om te kunnen regeren over de Nederlanden. Toen hij in 1517 voorlopig naar Spanje vertrok, benoemde hij zijn tante Margaretha weer tot regentes van de Nederlanden. Toen zij in 1530 overleed, benoemde Karel V in 1531 zijn zuster Maria van Hongarije tot haar opvolger als landvoogdes. Maria van Hongarije hield meer rekening met de wensen van de Nederlanders dan haar tante, maar kon ook autoritair optreden.

## Uitbreiding (1515-1543)
De Nederlandse landsheerlijkheden die keizer Karel V van zijn vader erfde werden de patrimoniale gewesten genoemd. Hieraan zouden onder zijn regering een heel aantal gewesten, de niet-patrimoniale, worden toegevoegd. Als eerste was dat de bisschopsstad Doornik, die in 1521 veroverd werd. Een jaar later werd ook Friesland definitief voor Habsburg gewonnen, hoewel dat al sinds 1515 formeel onder hun heerschappij viel.
In de jaren daarna veroverde hertog Karel van Gelre Groningen en de Ommelanden, Overijssel en Drenthe. Hierdoor ontstond een concurrerend machtsblok direct naast de Habsburgse Nederlanden. Mede als gevolg van een bondgenootschap tussen het hertogdom Gelre en Frankrijk, de erfvijand van de Habsburgers, vonden in die jaren regelmatig Gelderse overvallen plaats in de Habsburgse gewesten Holland en Brabant, maar ook in het vorstbisdom Utrecht. De strijd tussen Habsburg en Gelre werd uitgevochten in de zogeheten Gelderse Oorlogen.
De stad Utrecht riep hiertegen in 1527 de hulp van Karel V in, in ruil waarvoor de bisschop in 1528 zijn wereldlijke heerschappij over Utrecht (het Nedersticht), Overijssel (het Oversticht) en Drenthe overdroeg aan Karel V. Nadat Gelderse en Deense troepen in 1536 Groningen binnenvielen, onderwierp ook dit gewest zich ter bescherming aan Karel V. Bij de verdrijving van de Denen werd meteen ook Drenthe ingelijfd.
In 1539 kwam het hertogdom Gelre in handen van Willem van Gulik, die tevens hertog van Kleef was. Hierdoor was wederom een bedreigend machtsblok langs de grenzen van de Habsburgse Nederlanden ontstaan. Wederom in het kader van een oorlog met Frankrijk besloot Karel V ook Gulik uit te schakelen. Daartoe veroverde hij in 1543 de stad Düren, waarna de hertog capituleerde en zijn hertogdom Gelre aan Karel V moest afstaan.

## Zeventien Provinciën (1543-1581)
Na de verovering van Gelre waren de Habsburgse Nederlanden een min of meer aaneengesloten en afgerond geheel geworden. Alleen in het zuidelijke deel vormde het prinsbisdom Luik nog een grote enclave. Als geheel werden deze Nederlandse gewesten wel aangeduid als de Zeventien Provinciën. Met name waren dit:
- 1. graafschap Artesië
- 2. graafschap Vlaanderen
- 3. kasselrijen Rijsel, Dowaai en Orchies (soms Rijsels-Vlaanderen genoemd)
- 4. heerlijkheid Mechelen
- 5. graafschap Namen
- 6. graafschap Henegouwen
- 7. graafschap Zeeland
- 8. graafschap Holland
- 9. hertogdom Brabant en markgraafschap Antwerpen
- 10. hertogdom Limburg en de landen van Overmaas
- 11. hertogdom Luxemburg
- 12. heerlijkheid Friesland (sinds 1523)
- 13. Doornik en het Doornikse (sinds 1521)
- 14. heerlijkheid Utrecht (sinds 1528)
- 15. heerlijkheid Overijssel, incl. Drenthe, Lingen, Wedde en Westwoldingerland (sinds 1528)
- 16. heerlijkheid Groningen (sinds 1536)
- 17. hertogdom Gelre en graafschap Zutphen (sinds 1543)

De hierboven gevolgde opsomming staat echter niet geheel vast. Zeventien was op een gegeven moment het aantal statenvertegenwoordigers bij de Staten-Generaal in Brussel en mede vanwege het symbolische karakter van dat getal is men dat blijven noemen. Maar de vertegenwoordigingen konden weleens wisselen omdat een bepaalde heerlijkheid soms afhing van een andere. Zo hoorde het graafschap Zutphen bij Gelre en het hertogdom Limburg bij Brabant. Anderzijds hadden het markizaat Antwerpen, Doornik of Rijsels-Vlaanderen soms een eigen delegatie.
Karel V had als doel om de Nederlanden om te vormen tot één staat.
- Met de Vrede van Kamerijk (1529) bevrijdde hij het graafschap Vlaanderen en het graafschap Artesië van hun leenverband met de Franse koning, op dat moment Frans I van Frankrijk.
- Met de verovering van het hertogdom Gelre (Traktaat van Venlo) in 1543 was een afgerond gebied ontstaan .
- Met de Transactie van Augsburg (1548) verzwakte hij het leenverband van de Nederlandse gebieden ten opzichte van de keizer van het Heilige Roomse Rijk.
- Hij voltooide zijn streven met de Pragmatieke Sanctie (1549), waarmee het erfopvolgingsrecht van de afzonderlijke gewesten zodanig werd aangepast dat de Nederlanden steeds één en onverdeeld overgeërfd zouden worden.

Karel V deed in 1555 afstand van de troon en werd opgevolgd door zijn zoon Filips II van Spanje. Tegelijk trad ook landvoogdes Maria van Hongarije af. Omdat Filips II in de eerste plaats koning van Spanje was, wordt sinds zijn aantreden doorgaans gesproken van de Spaanse Nederlanden.

## Staatsinrichting
De Habsburgse Nederlanden zijn nooit een eenheidsstaat geworden, maar altijd een personele unie van formeel zelfstandige landsheerlijkheden gebleven. De eenheid bestond in eerste instantie uit het feit dat zij allemaal dezelfde landsheer hadden, een vorst uit het huis Habsburg. Sinds 1506 was deze tevens de koning van Spanje en Karel V was van 1520-1556 bovendien nog Rooms-Duits keizer.

### Centraal niveau
Omdat de landsheer bijna altijd afwezig was en ver weg resideerde, stelde hij een landvoogd of landvoogdes aan voor het dagelijkse bestuur van de Nederlanden. Landvoogdes Margaretha van Oostenrijk resideerde in Mechelen, haar opvolgster Maria van Hongarije in Brussel, dat sindsdien als de hoofdstad van de Nederlanden gold.
Het ambtelijke bestuursapparaat stond onder leiding van een kanselier, die in 1505 verheven werd tot grootkanselier. Toen in 1530 grootkanselier Mercurino di Gattinara overleed, besloot Karel V echter geen opvolger meer te benoemen. Een jaar later reorganiseerde hij de centrale bestuursinstellingen en vormde deze, naar Spaans voorbeeld, om tot de zogeheten Collaterale Raden. Deze stonden onder leiding van de landvoogd(es) en vergaderden op vaste dagen in Brussel. De drie collaterale raden waren:
- De Geheime Raad, die was belast met binnenlandse bestuurlijke en juridische aangelegenheden, maar alleen zelfstandig mocht besluiten wanneer de landsheer niet aanwezig was.
- De Raad van State, die als adviesraad verantwoordelijk was voor staatkundige, buitenlandse en militaire vraagstukken.
- De Raad van Financiën was ten slotte verantwoordelijk voor het financiële beleid en het beheer van de domeinen.

Als hoogste college van de rechterlijke macht bleef de al in de 15e eeuw opgerichte Grote Raad van Mechelen fungeren.

### Gewestelijk niveau
In de afzonderlijke gewesten werd de landsheer vertegenwoordigd door een stadhouder, die namens hem de leiding had over de gewestelijke bestuursorganen.
De meeste Nederlandse landsheerlijkheden kenden een dualisme van landsheer en standen. Dit betekende kort gezegd dat de macht van de landsheer zich niet veel verder uitstrekte dan dat zijn machtigste onderdanen toelieten. Eerst waren dat zijn leenmannen, later ook steden en geestelijkheid.
Deze drie standen waren vertegenwoordigd in de gewestelijke Staten (vergaderingen), waarin zij bijeenkwamen om met de landsheer te overleggen, meestal wanneer deze om nieuwe belastinggelden vroeg, de zogeheten bede.
Wanneer de staten van alle afzonderlijke landsheerlijkheden gezamenlijk vergaderden, heette dat de Staten-Generaal.